# Miranda Hart
Miranda Katherine Hart Dyke, nota semplicemente come Miranda Hart (Torquay, 14 dicembre 1972) è un'attrice, sceneggiatrice e comica britannica.

## Biografia
Ha studiato scienze politiche all'University of the West of England e recitazione all'Academy of live and Recorded Arts. La Hart ha cominciato la sua carriera scrivendo monologhi per l'Edinburgh Fringe Festival e recitando in alcune sitcom come Hyperdrive e Not Going Out. È diventata nota al grande pubblico con la sitcom Miranda, da lei scritta ed interpretata. Miranda è stata trasmessa della BBC tra il 2009 e il 2015 e le è valsa quattro British Comedy Awards e quattro candidature ai BAFTA.
Dal 2012 al 2015 ha recitato nella serie TV della BBC L'amore e la vita - Call the Midwife, per cui ha vinto il National Television Award alla miglior performance femminile. Nel 2015 ha fatto il suo esordio nel panorama internazionale recitando ad Hollywood nel film Spy. Nel 2017 ha fatto il suo debutto nel West End londinese interpretando Miss Hannigan nel musical Annie. Ha pubblicato quattro libri: Is It Just Me? (2012), The Best of Miranda (2014), Peggy and Mike (2016) e The Girl with the Lost Smile (2017).

## Filmografia parziale

### Attrice

#### Cinema
- Infedele per caso (The Infidel), regia di Josh Appignanesi (2010)
- Spy, regia Paul Feig (2015)
- Lo schiaccianoci e i quattro regni (The Nutcracker and the Four Realms), regia di Lasse Hallström e Joe Johnston (2018)
- Emma., regia di Autumn de Wilde (2020)
- Il fantasma di Canterville (The Canterville Ghost), regia di Kim Burdon e Robert Chandler (2023) - voce

#### Televisione
- Smack the Pony – serie TV, 3 episodi (2001)
- Absolutely Fabulous – serie TV, 1 episodio (2004)
- Uno zoo in famiglia (My Family and Other Animals), regia di Sheree Folkson – film TV (2005)
- Nighty Night – serie TV, 4 episodi (2005)
- Hyperdrive – serie TV, 12 episodi (2005-2007)
- Not Going Out – serie TV, 16 episodi (2006-2009)
- Miranda – serie TV, 20 episodi (2009-2015)
- L'amore e la vita - Call the Midwife (Call the Midwife) – serie TV, 22 episodi (2012-2015)

### Sceneggiatrice
- Miranda – serie TV, 20 episodi (2009-2015)
- Call Me Kat – serie TV, 53 episodi (2021-2023)

## Doppiatrici italiane
Nelle versioni in italiano delle opere in cui ha recitato, Miranda Hart è stata doppiata da:
- Tiziana Avarista in L'amore e la vita - Call the Midwife
- Sabrina Duranti in Spy
- Eleonora De Angelis in Emma.

Da doppiatrice è sostituita da:
- Giò Giò Rapattoni ne Il fantasma di Canterville

## Ascendenza
|                     |           |                                     | Genitori                             |  |  | Nonni |  |  | Bisnonni            |  |  | Trisnonni        |  |
|                     |           |                                     |                                      |  |  |       |  |  | Percyvall Hart Dyke |  |  | Thomas Hart Dyke |  |
|                     |           |                                     |                                      |  |  |       |  |  | Percyvall Hart Dyke |  |  | Thomas Hart Dyke |  |
|                     |           | Georgina Isabella Russell Fullerton |                                      |  |  |       |  |  | Percyvall Hart Dyke |  |  |                  |  |
| Eric Hart Dyke      |           |                                     |                                      |  |  |       |  |  | Percyvall Hart Dyke |  |  |                  |  |
|                     |           | Louisa Cave                         | John Cave                            |  |  |       |  |  |                     |  |  |                  |  |
|                     |           | Louisa Cave                         | John Cave                            |  |  |       |  |  |                     |  |  |                  |  |
|                     |           | Louisa Cave                         | …                                    |  |  |       |  |  |                     |  |  |                  |  |
| David Hart Dyke     |           | Louisa Cave                         |                                      |  |  |       |  |  |                     |  |  |                  |  |
|                     |           | Robert Alexander                    | Boyd Francis Alexander               |  |  |       |  |  |                     |  |  |                  |  |
|                     |           | Robert Alexander                    | Boyd Francis Alexander               |  |  |       |  |  |                     |  |  |                  |  |
|                     |           | Robert Alexander                    | Mary Wilson                          |  |  |       |  |  |                     |  |  |                  |  |
| Mary Alexander      |           | Robert Alexander                    |                                      |  |  |       |  |  |                     |  |  |                  |  |
|                     |           | Katharine Shaw-Stewart              | Charles Robert Shaw-Stewart          |  |  |       |  |  |                     |  |  |                  |  |
|                     |           | Katharine Shaw-Stewart              | Charles Robert Shaw-Stewart          |  |  |       |  |  |                     |  |  |                  |  |
|                     |           | Katharine Shaw-Stewart              | Ida Fannie Caroline Afken            |  |  |       |  |  |                     |  |  |                  |  |
| Miranda Hart        |           | Katharine Shaw-Stewart              |                                      |  |  |       |  |  |                     |  |  |                  |  |
|                     | John Luce | Charles Richard Luce                |                                      |  |  |       |  |  |                     |  |  |                  |  |
|                     | John Luce | Charles Richard Luce                |                                      |  |  |       |  |  |                     |  |  |                  |  |
|                     | John Luce | Mary Visger                         |                                      |  |  |       |  |  |                     |  |  |                  |  |
| William Luce        | John Luce |                                     |                                      |  |  |       |  |  |                     |  |  |                  |  |
|                     |           | Mary Dorothea Tucker                | Alfred Harris Tucker                 |  |  |       |  |  |                     |  |  |                  |  |
|                     |           | Mary Dorothea Tucker                | Alfred Harris Tucker                 |  |  |       |  |  |                     |  |  |                  |  |
|                     |           | Mary Dorothea Tucker                | Mary Ann Haynes                      |  |  |       |  |  |                     |  |  |                  |  |
| Diana Margaret Luce |           | Mary Dorothea Tucker                |                                      |  |  |       |  |  |                     |  |  |                  |  |
|                     |           | Trevylyan Napier                    | Gerard John Napier                   |  |  |       |  |  |                     |  |  |                  |  |
|                     |           | Trevylyan Napier                    | Gerard John Napier                   |  |  |       |  |  |                     |  |  |                  |  |
|                     |           | Trevylyan Napier                    | Ella Louisa Wilson                   |  |  |       |  |  |                     |  |  |                  |  |
| Margaret Napier     |           | Trevylyan Napier                    |                                      |  |  |       |  |  |                     |  |  |                  |  |
|                     |           | Mary Elizabeth Culme-Seymour        | Michael Culme-Seymour, III baronetto |  |  |       |  |  |                     |  |  |                  |  |
|                     |           | Mary Elizabeth Culme-Seymour        | Michael Culme-Seymour, III baronetto |  |  |       |  |  |                     |  |  |                  |  |
|                     |           | Mary Elizabeth Culme-Seymour        | Mary Watson                          |  |  |       |  |  |                     |  |  |                  |  |
|                     |           | Mary Elizabeth Culme-Seymour        |                                      |  |  |       |  |  |                     |  |  |                  |  |